# European Sociological Review
European Sociological Review är en referentgranskad akademisk tidskrift varannan månad publicerad av Oxford University Press med fokus på alla sociologiområden. Det är the European Consortium for Sociological Researchs officiella tidskrift. Chefredaktör är Fabrizio Bernardi. Tidskriften publicerades tre gånger per år från 1985 till 1997; kvartalsvis från 1998 till 2002; och fem gånger per år från 2003 till 2008.